# I liga 1998-1999 (calcio a 5)
La I liga 1998-1999 è stata il quinto campionato polacco di calcio a 5 di primo livello e si è disputata dal 19 settembre 1998 al 28 marzo 1999. La competizione si è conclusa con l'affermazione, per la terza volta, della Nova Gliwice, giunta a pari merito con il Cambras Legnica, ma con entrambi gli scontri diretti a favore.

## Classifica
| Pos | Squadra               | Pti | G  | V  | N | P  | GF  | GS  |
| --- | --------------------- | --- | -- | -- | - | -- | --- | --- |
| 1   | Nova Gliwice          | 50  | 22 | 16 | 2 | 4  | 129 | 61  |
| 2   | Cambras Legnica       | 50  | 22 | 16 | 2 | 4  | 96  | 46  |
| 3   | Cuprum Polkowice      | 46  | 22 | 14 | 4 | 4  | 120 | 80  |
| 4   | Radio Flash Katowice  | 45  | 22 | 14 | 3 | 5  | 98  | 68  |
| 5   | Żywiec Trade Warszawa | 37  | 22 | 12 | 1 | 9  | 113 | 94  |
| 6   | Skala Inter Tychy     | 30  | 22 | 9  | 3 | 10 | 121 | 134 |
| 7   | Telsport Katowice     | 28  | 22 | 8  | 4 | 10 | 98  | 113 |
| 8   | Mistreated Jaworzno   | 28  | 22 | 9  | 1 | 12 | 103 | 104 |
| 9   | Rekord Bielsko-Biała  | 25  | 20 | 7  | 4 | 11 | 97  | 97  |
| 10  | Sedtex Gliwice        | 21  | 22 | 6  | 3 | 13 | 85  | 96  |
| 11  | Goldenmajer Kraków    | 12  | 22 | 3  | 3 | 16 | 59  | 137 |
| 12  | Centrum Bielsko-Biała | 8   | 22 | 2  | 2 | 18 | 71  | 150 |

|  | Campione   |
|  | Retrocesse |